# Wolf Röhner

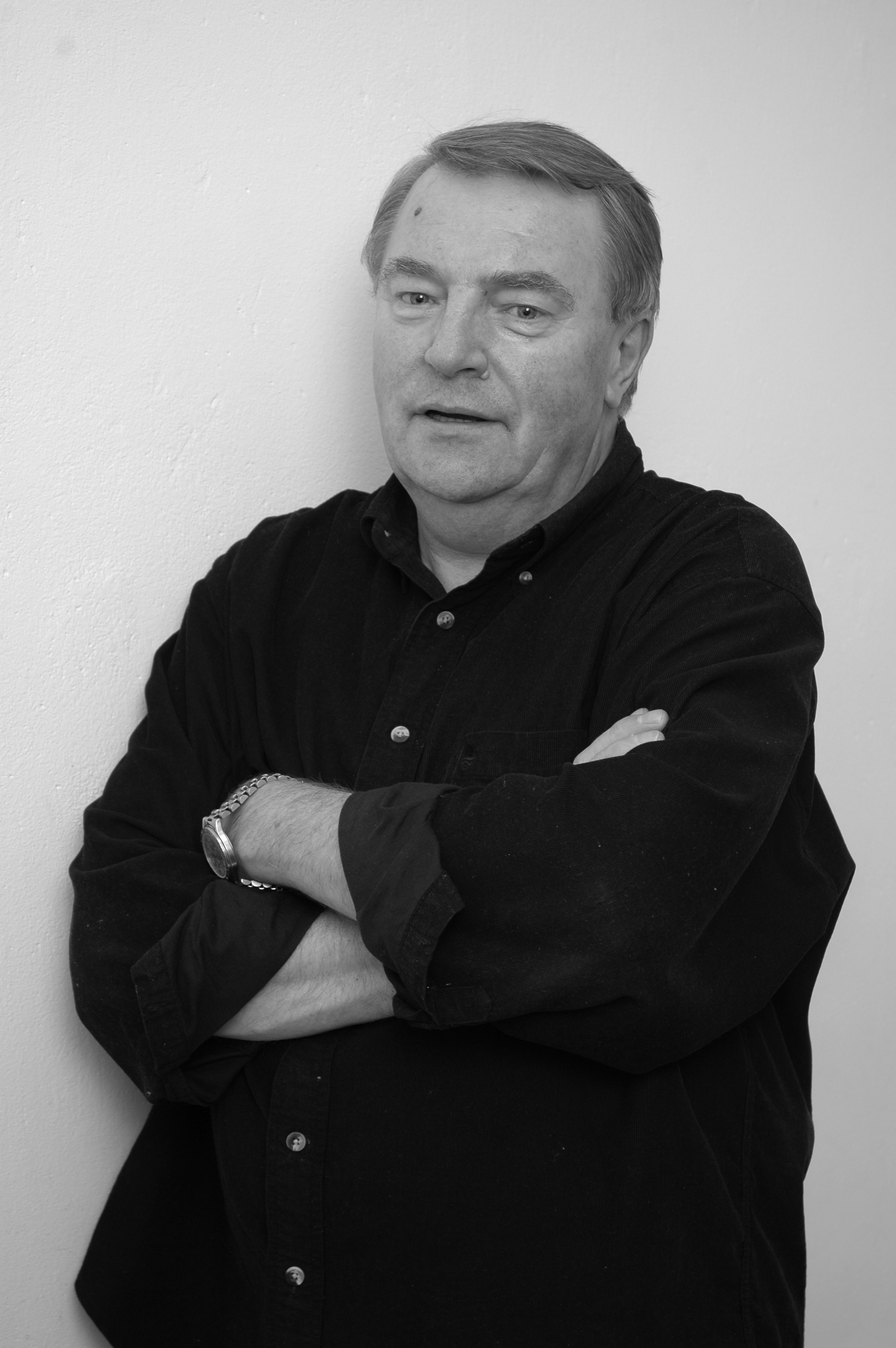
Wolf Röhner (2012)

 Wolf Walter Röhner (* 14. Dezember 1944 in Ehrenfriedersdorf) ist ein deutscher Formgestalter.

## Leben
Wolf Röhner wurde als Kind der Putzmacher-Meisterin Dora Röhner, geb. Helbig und des Ingenieurs Walter Röhner geboren. Nach Besuch der Fremdsprachen-Spezialklasse in Chemnitz-Bernsdorf legte er 1964 das Abitur an der Klosterschule Roßleben ab.
Dem zweijährigen Grundstudium Maschinenbau an der TH Karl-Marx-Stadt folgte von 1966 bis 1971 das Studium der Industriellen Formgestaltung, Fachbereich Arbeitsmittel/Arbeitsumwelt an der Hochschule für industrielle Formgestaltung Halle, Burg Giebichenstein u. a. bei Lothar Zitzmann und Erwin Andrä.
Ab 1970 arbeitete er mit den Formgestaltern Uta Scheibe, Gerhard Jahnel und Guido Ahnert, sowie Arnd Härtel am Forschungszentrum des VEB "Fritz Heckert" in Karl-Marx-Stadt, an der Gestaltung von Werkzeugmaschinen, welche vielfach die DDR-Auszeichnung Gutes Design erhielten und internationale Anerkennung erhielten. Für das AiF entwickelte Röhner in den 80er Jahren den TGL-Farbstandard der DDR-Industrie. Ab 1994 folgen Arbeiten für namhafte deutsche Maschinenhersteller und Anlagenbauer. Wolf Röhner hat, wie Clauss Dietel und Lutz Rudolph, die vom Bauhaus begründete, mensch- und funktionsorientierte Formgestaltung in den traditionsreichen sächsischen Maschinenbau adaptiert.
Seit 1970 ist er mit der Lehrerin Renate Röhner, geb. Zimmermann verheiratet und Vater zweier Söhne.
Wolf Röhner lebt als freischaffender Formgestalter in Auerswalde, Sachsen.

## Werke

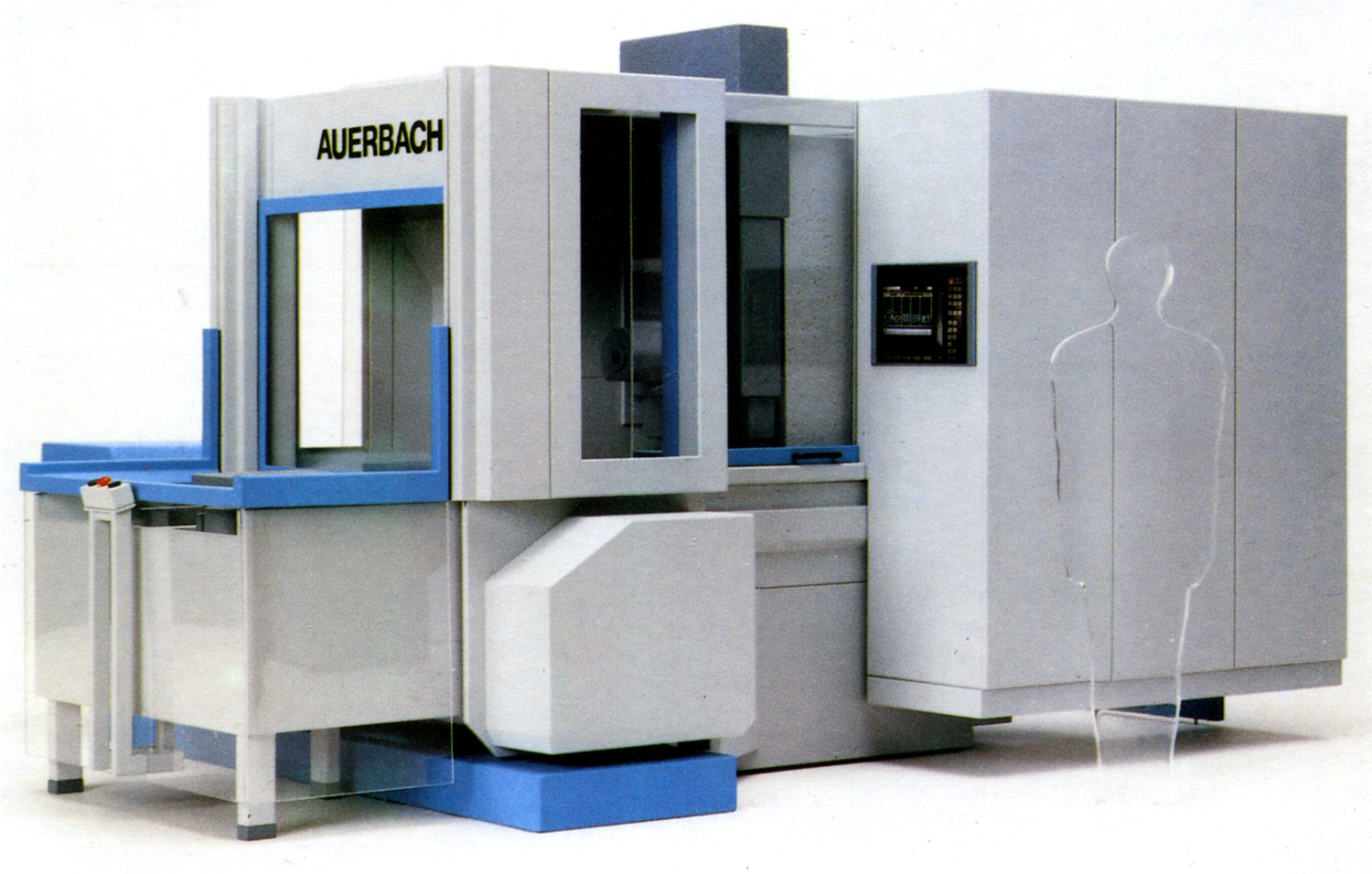
ACW-400, Modell des CNC-Fräs-Bearbeitungszentrums

- CW500, CW750, CW1000, Bearbeitungszentren, VEB "Fritz Heckert", 1982–86
- CWK500 Horizontalbearbeitungszentrum, VEB "Fritz Heckert", 1986
- Drehmaschine, Forschungszentrum Maschinenbau GmbH Chemnitz, 1994
- Bearbeitungszentrum ACW, Auerbach Werkzeugmaschinen GmbH, FZM Forschungszentrum, Maschinenbau GmbH Chemnitz, 1993

## Auszeichnungen
- Gutes Design, 1989
- Goldmedaille der Leipziger Messe
- Sächsischer Staatspreis für Design 1993, 1994
- Gütezeichen Q für Ausgezeichnete Qualität 1986–1988